# Mount Stella Lookout
Le Mount Stella Lookout est une tour de guet du comté de Jackson, en Oregon, dans l'ouest des États-Unis. Situé à 1 431 mètres d'altitude dans la chaîne des Cascades, il est situé dans la forêt nationale de Rogue River-Siskiyou. Construit en 1933, il est inscrit au Registre national des lieux historiques depuis le 29 décembre 2000.